# Incendie de Washington
Guerre anglo-américaine de 1812
Batailles
- Bataille de l'île Mackinac (1812)
- Bataille de Fort Dearborn
- Bataille de Détroit
- Campagne du Niagara
- Bataille du moulin de Lacolle (1812)

- Bataille de Frenchtown
- Combat de la Shannon et de la Chesapeake
- Bataille de York
- Bataille de la rivière Thames
- Guerre Creek
- Bataille de la Châteauguay
- Bataille de la ferme Crysler

- Bataille de l'île Mackinac (1814)
- Incendie de Washington
- Bataille de Prairie du Chien
- Bataille de Baltimore

- Bataille de La Nouvelle-Orléans

L'incendie de Washington (en anglais : Burning of Washington) est le nom donné à un épisode de la guerre anglo-américaine de 1812 lors duquel les troupes britanniques prirent Washington et en incendièrent les édifices publics, le 24 août 1814. C’est la seule fois depuis la guerre d’indépendance américaine qu’une puissance étrangère a capturé et occupé la capitale des États-Unis.
Après la défaite des forces américaines à la bataille de Bladensburg le 24 août 1814, une force britannique dirigée par le major-général Robert Ross marcha sur Washington. La discipline stricte des troupes et les ordres du commandement britannique de ne brûler que les bâtiments publics firent que la plupart des résidences privées furent préservées, mais tous les édifices du gouvernement américain furent en grande partie détruits  y compris la Maison-Blanche, le Capitole des États-Unis et d’autres installations gouvernementales.
L'incendie fut en quelque sorte la réponse à celui de York  (aujourd'hui Toronto), Haut-Canada lors de la bataille de York (27 avril 1813).
Moins de quatre jours après le début de l’attaque, un violent orage – peut-être un ouragan – et une tornade ont éteint les incendies et causé d’autres destructions. L’occupation de Washington a duré environ 26 heures.
Le président James Madison, les responsables militaires et son gouvernement évacuèrent et purent trouver refuge pour la nuit à Brookeville, une petite ville du comté de Montgomery, dans le Maryland. Le président Madison a passé la nuit dans la maison de Caleb Bentley, un quaker qui vivait et travaillait à Brookeville. La maison de Bentley, connue aujourd’hui sous le nom de Madison House, existe toujours.

### Source
- (en) Cet article est partiellement ou en totalité issu de l’article de Wikipédia en anglais intitulé « Burning of Washington » (voir la liste des auteurs).